# Liste der Biografien/Wesc
Liste der Biografien |
Portal Biografien |
Personensuche
# |
A |
B |
C |
D |
E |
F |
G |
H |
I |
J |
K |
L |
M |
N |
O |
P |
Q |
R |
S |
T |
U |
V |
W |
X |
Y |
Z |
?
 
Wa |
Wc |
Wd |
We |
Wh |
Wi |
Wj |
Wl |
Wn |
Wo |
Wr |
Ws |
Wt |
Wu |
Ww |
Wy |
Wz
 
Wea |
Web |
Wec |
Wed |
Wee |
Wef |
Weg |
Weh |
Wei |
Wej |
Wek |
Wel |
Wem |
Wen |
Weo |
Wep |
Wer |
Wes |
Wet |
Weu |
Wev |
Wew |
Wex |
Wey |
Wez
 
Wesa |
Wesc |
Wesd |
Wese |
Wesh |
Wesj |
Wesk |
Wesl |
Wesn |
Weso |
Wesp |
Wess |
West |
Wesz
Die Liste der Biografien führt alle Personen auf, die in der deutschsprachigen Wikipedia einen Artikel haben. Dieses ist eine Teilliste mit 37 Einträgen von Personen, deren Namen mit den Buchstaben „Wesc“ beginnt.

## Wesc

### Wesce
- Wesceli, Conradus, Bürgermeister in Brilon

### Wesch
- Wesch, Andreas (1961–2008), deutscher Romanist, Hispanist, Katalanist und Sprachwissenschaftler
- Wesch, Klaus (1935–1990), deutscher Rugbyspieler
- Wesch, Ludwig (1909–1994), deutscher Physiker, Hochschullehrer und SD-Funktionär
- Wesch, Wilfried (* 1940), deutscher Geher
- Wesch-Klein, Gabriele (* 1956), deutsche Althistorikerin und Epigraphikerin
- Wesche, Günter (* 1947), deutscher Fußballspieler
- Wesche, Heinrich (1904–1978), deutscher Philologe und Hochschullehrer
- Wesche, Jörg (* 1971), deutscher Germanist
- Wesche, Karsten (* 1970), deutscher Biologe und Botaniker
- Wesche, Maddison-Lee (* 1999), neuseeländische Kugelstoßerin
- Wesche, Oskar (1869–1951), dänischer Kaufmann
- Wesche, Stefan (* 1978), deutscher American-Football-Spieler
- Wesché, Wilhelm Ludwig (1799–1858), deutscher Verleger, Übersetzer und Autor
- Weschenfelder, Anke (* 1964), deutsche Autorin
- Weschenfelder, Hugo (1932–1996), deutscher Fußballspieler und -trainer
- Weschenfelder, Mark (* 1982), deutscher Jazzmusiker (Saxophone, Klarinette, Komposition)
- Weschenfelder, Petra (* 1964), deutsche Fußballspielerin
- Weschenkow, Artem, russischer Pokerspieler
- Wescher, Carle (1832–1904), französischer Klassischer Philologe, Epigraphiker, Archäologe und Bibliothekar
- Wescher, Herta (1899–1971), deutsche Kunstkritikerin und Kunsthistorikerin
- Wescher, Paul (1896–1974), deutsch-amerikanischer Kunsthistoriker, Kunsthändler und Museumsdirektor
- Weschinow, Pawel (1914–1983), bulgarischer Schriftsteller
- Weschke, Bruno (1904–1966), deutscher Architekt
- Weschke, Eugen (1932–2012), deutscher Kriminologe und Hochschullehrer
- Weschke, Franz (1883–1944), deutscher Bildhauer
- Weschke, Karl (1925–2005), deutsch-britischer Maler
- Weschke, Lothar (1943–2019), deutscher Fußballspieler
- Weschke, Wilfried, deutscher Schauspieler, Hörspielsprecher und Regisseur
- Weschkurowa, Tatjana Leonidowna (* 1981), russische Leichtathletin
- Weschler, Angela (1896–1961), austroamerikanische Pianistin und Klavierpädagogin
- Weschler, Lawrence (* 1952), US-amerikanischer Journalist
- Weschollek, Petra (* 1973), deutsche Biathletin
- Weschpfennig, Armin von (* 1982), deutscher Jurist
- Weschtschikowa, Anastassija Anatoljewna (* 1995), russische Skispringerin

### Wesco
- Wescott, Glenway (1901–1987), US-amerikanischer Schriftsteller
- Wescott, Seth (* 1976), US-amerikanischer Snowboarder